# La Estación de El Espinar
La Estación de El Espinar es una localidad segoviana perteneciente a la comunidad autónoma de Castilla y León, España. Junto con los núcleos de El Espinar, San Rafael, Los Ángeles de San Rafael, Gudillos y Prados conforma el municipio de El Espinar.

## Descripción
Este complejo residencial goza de una gran cercanía a espacios naturales tales como Cabeza Reina y La Mujer Muerta, dos importantes montañas del sur de Segovia. Esta urbanización está formada de chalets utilizados en su mayoría como segundas viviendas. Sus anchas calles de escaso tránsito de vehículos está bastante despejada como para permitir el tránsito de personas por ellas.
Río Moros, un complejo residencial que se encuentra en la Estación de El Espinar posee piscinas públicas y diversas pistas deportivas.
Alberga el paso para las piscinas naturales de "La Panera" un espacio natural de gran belleza con sus aguas limpias procedente del Río Moros.

## Demografía
| 437           | 442 | 521 | 650 | 700 | 704 | 681 | 624 | 600 | 605 | 579 | 622 |
| (Fuente: INE) |     |     |     |     |     |     |     |     |     |     |     |

## Lugares de interés

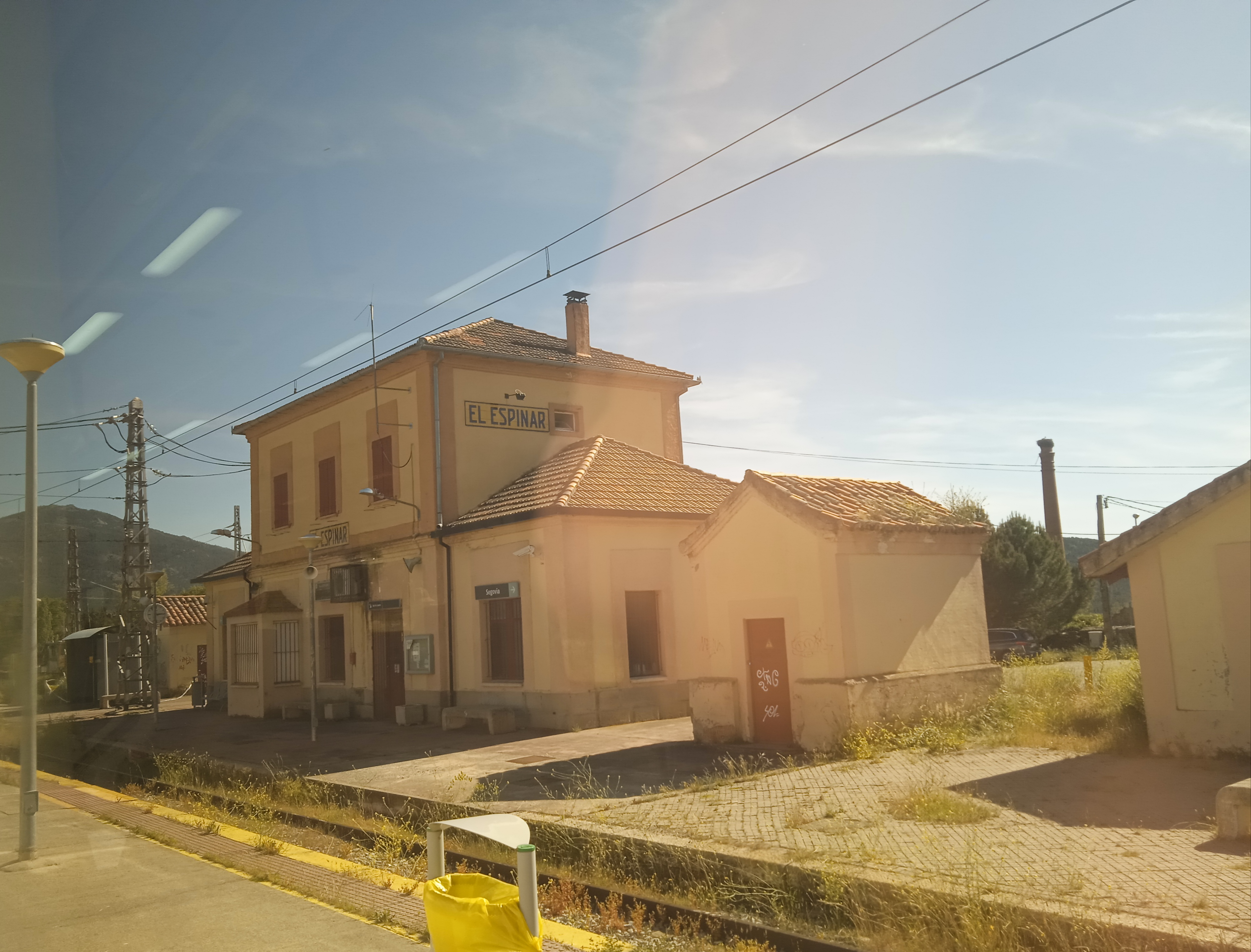
Vista de la Estación de El Espinar desde el tren

- Actividades deportivas: Cuenta con ocho pistas de tenis, dos de baloncesto y dos de fútbol.
- Ruta del Arcipreste de Hita: Es una de las múltiples rutas que se pueden realizar, con gran interés paisajístico.
- La estación de tren: Da el nombre a la urbanización, pues ésta era la original estación del pueblo de El Espinar.

## Fiestas
- A principios de agosto se celebra el anual Open Castilla y León de tenis, conocido por la asistencia de célebres tenistas como Rafael Nadal o Feliciano López.
- A mediados de julio se celebran las fiestas del Carmen que cuentan con divertidas atracciones, castillos de fuegos artificiales, etc. A destacar, a su vez los conciertos veraniegos de C. Tangana.

## Festivales
- El último fin de semana de Junio se celebra el anual [Festivalde música y teatro en la Calle - FEMUKA], Un fin de semana lleno de actividades: Brass Bands, Tejiendo La Estación, Marcha teatralizada, Mountain Brass, Trecking Yoga, Mercadillo Femarket, Food Trucks, Talleres infantiles, Cuentacuentos, Títeres. Aire y Diversión.   o El Puntillo Canalla Brass Band.

## Clima
La Estación de El Espinar posee un clima mediterráno continentalizado con ligera tendencia al clima de alta montaña ya que se encuentra a unos 1200 metros de altitud aproximadamente.
Posee precipitaciones durante todo el año excepto en verano donde se da un clima suave, (no obstante se han registrado temperaturas de hasta 35 °C) las precipitaciones en verano, si las hay, se suelen dar en forma de tormenta. En invierno son frecuentes las nevadas y heladas debido a su altitud, y las temperaturas suelen ser frías (se han llegado a registrar -12 °C).